# Rogge della città di Udine

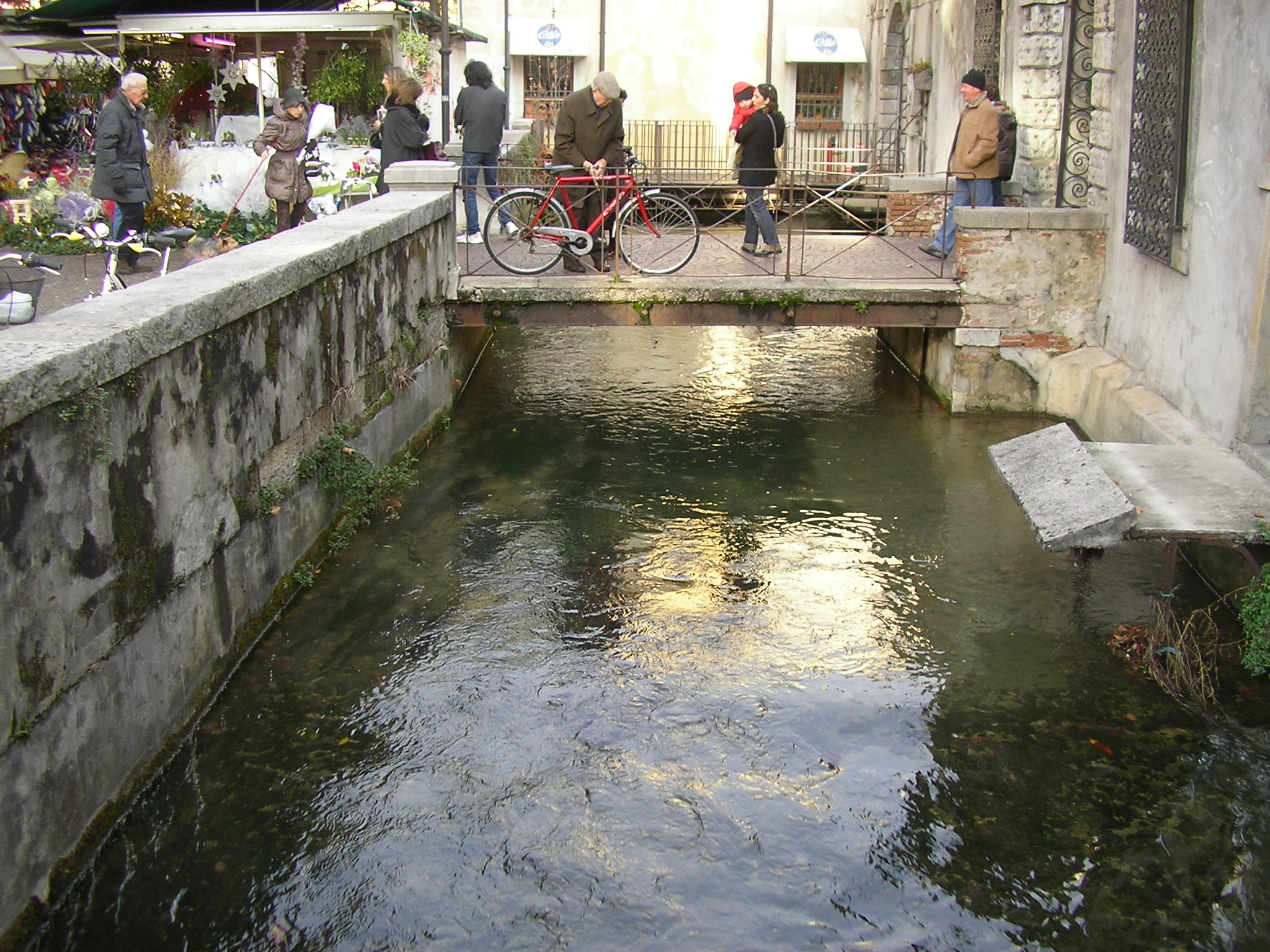
La Roggia di Udine all'altezza di via Poscolle

Il territorio della città di Udine è attraversato da due rogge, entrambe derivate dal torrente Torre a circa 15 km a Nord del capoluogo friulano. Scrive Pacifico Valussi nel 1865: “Prima di derivare, per un canale lungo miglia, l’acqua della roja che bipartita entra in questa città e dà moto a’ suoi molini ed a parecchi edifizi, questo luogo difettava interamente d’acqua. La quale mancanza spiega che le origini di Udine fossero umili ed oscure come città di qualche importanza”.

## Roggia di Palma e roggia di Udine

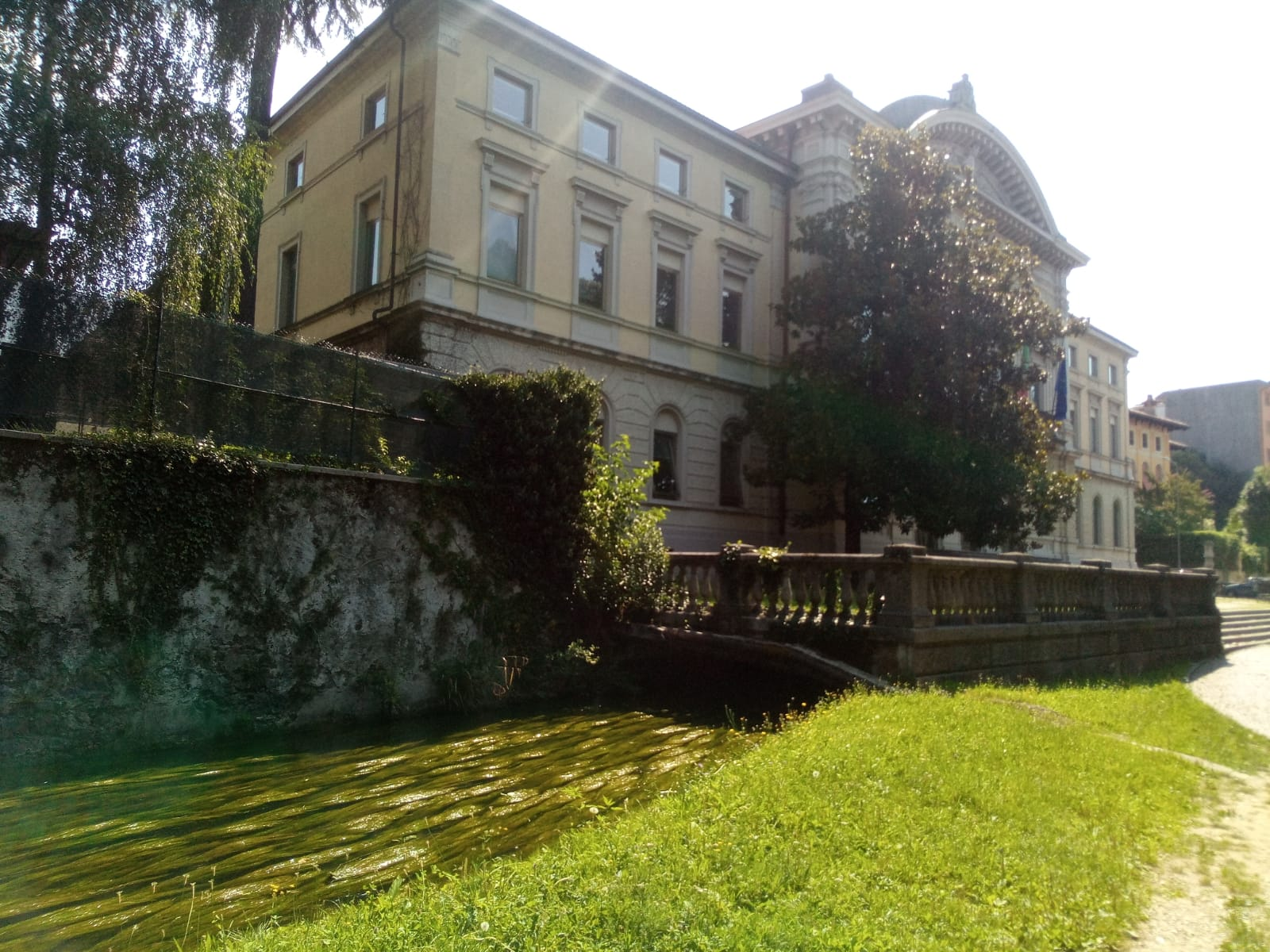
La Roggia di Palma accanto al liceo classico Stellini

La roggia di Palma entra nel territorio comunale a Nord-Est, all'altezza di Beivars dove viene deviata da quello che forse era il suo percorso originale (parallelo al Torre, fino a Pavia di Udine). Essa attraversa la città nella sua parte orientale presso la zona di Planis fino a varcare l'antica Porta di Cassina, quindi lambisce il colle del Castello in piazza I maggio (un tempo un lago, ma non alimentato dalla stessa roggia), e segue il percorso della terza cerchia delle antiche mura per poi deviare con decisione verso Sud fino alla città-fortezza di Palmanova. Qui la roggia (che dalla località prende il nome) alimentava i fossati dei bastioni della città stellata, fin dalla sua fondazione nel Seicento.
La roggia di Udine entra in città da Nord, all'altezza dell'abitato di Vât (che prende il nome proprio dall'antico guado sulla roggia), entra nel perimetro della quarta cerchia delle mura all'altezza dell'antica Porta Gemona, quindi procede attraverso le vie centrali (via Gemona, riva Bartolini, via Molin Nascosto), costeggia la seconda e terza cerchia delle mura in via Zanon e via del Gelso, e si allontana dalla città attraverso via Grazzano in direzione della località di Sant'Osvaldo fino a Zugliano, dove confluisce nel torrente Cormôr.

## Percorso
Entrambe le rogge di Palma e Udine sono derivate dal torrente Torre, a Nord del capoluogo friulano, nel punto dove questo separa le località di Zompitta e di Savorgnano del Torre. Il punto di derivazione è dominato dall'altura su cui sorgeva il Castello della Motta, dimora della famiglia Savorgnan che proprio per il loro controllo su questo punto strategico erano detti signori delle acque. Si tratta di un settore particolarmente delicato, protetto da una rosta in muratura a partire dalla metà del Settecento (Rosta Farracina). In prossimità dello stesso punto vengono derivati anche il roiello di Pradamano (forse l'antico tracciato della roggia di Palma), tuttora in funzione fino all'abitato di Lovaria, e la roggia cividina, a servizio delle terre sulla sponda sinistra del Torre fino a Remanzacco.
Nel primo tratto la roggia di Udine e la roggia di Palma scorrono oggi in un unico alveo, detto canale principale, per poi separarsi all'altezza della frazione di Cortale in due percorsi diversi, uno più orientale e uno più occidentale. Le rogge attraversano le campagne a Nord-Est di Udine nel comune di Reana del Roiale che proprio dalle rogge, o roie (così importanti per l'irrigazione e l'alimentazione dei mulini) trae il suo nome. Il percorso delle rogge (in particolare della roggia di Udine) è oggi affiancato da un percorso ciclo-pedonale molto suggestivo, detto appunto ciclabile delle rogge.
Da notare che le due rogge, per motivi altimetrici, non attraversano il centro storico cittadino ma lo lambiscono seguendo il perimetro dell'aggere dell'antico castelliere (roggia di Palma) e il profilo del colle del Castello (roggia di Udine). Esse non si incontrano mai, ma subito dopo l'ingresso nel territorio di Udine incrociano entrambe il Canale di San Gottardo derivato dal Canale Ledra proprio per alimentare le rogge in caso di secca del torrente Torre o di necessaria manutenzione delle stesse a monte del capoluogo. Lo stesso Canale Ledra attraversa la zona urbana di Udine a ovest, seguendo il percorso della quinta cerchia delle antiche mura e quindi restando esterno al centro città. Spesso confuso con una delle due rogge medievali, si tratta in realtà di un'opera ottocentesca che deriva le acque dal fiume Tagliamento e dal suo affluente Ledra, e non dal torrente Torre.

## Storia
Non sono note né la data ne le circostanze in cui questi canali vennero realizzati. La prima attestazione scritta "dell'acqua che passa per la villa nostra di Udine" risale al 1171, in un documento di concessione del patriarca Vodolrico, con riferimento secondo alcuni autori (Tentori, Joppi) alla roggia di Palma, secondo altri (De Cillia, Mirmina) alla roggia di Udine. Sicuramente di quest'ultima si parla in un successivo documento del 1217.
È certo possibile che un sistema di irrigazione delle campagne friulane dovesse esistere già ai tempi della centuriazione romana. Tuttavia, anche in considerazione delle risorse necessarie per l'opera, si presume che le rogge udinesi siano state realizzate a cavallo tra i secoli XI e XII nell'ambito del programma di recupero del territorio attuate dai patriarchi dopo le devastazioni degli Ungari (anche alla luce della crescente importanza del castello di Udine). La roggia di Palma e la roggia di Udine facevano parte comunque di un sistema più complesso, forse volto a mitigare le secche del torrente Torre e irrigare i territori adiacenti. Esso era costituito anche dalla roggia Cividina e dal roiello di Pradamano, che costeggiano il Torre rispettivamente a Est e Ovest del suo letto, probabilmente realizzati per aggirare la zona ghiaoisa dell'alveo in cui le acque del Torre normalmente si perdono. Non è da escludere che questi corsi d'acqua seguissero la traccia di antichi percorsi (quale la via Iulia Augusta), all'epoca molto battuti per motivi commerciali.
Secondo alcune ipotesi (De Cillia, Mirmina), in un primo momento Udine sarebbe stata servita da una sola roggia (l'attuale roggia di Udine, appunto), che presso l'attuale piazza Garibaldi (sede forse di un antico lago) si sarebbe divisa in due rami diretti rispettivamente verso Basaldella e verso Cussignacco. Sarebbe stato poi il patriarca Raimondo della Torre, alla fine del Duecento (secondo il racconto cinquecentesco di Valvason di Maniago), a derivare dal roiello di Pradamano all'altezza di Beivars l'attuale percorso della roggia di Palma, che sarebbe quindi confluita nel ramo orientale della vecchia roggia secondo l'attuale percorso.
All'interno della città, dalle rogge furono successivamente derivati una serie di canali secondari (roielli), a servizio delle ville che furono successivamente incorporate nella città (Borgo Aquileia nel 1367, Borgo Poscolle nel 1448, Borgo Ronchi nel 1444).

## Note

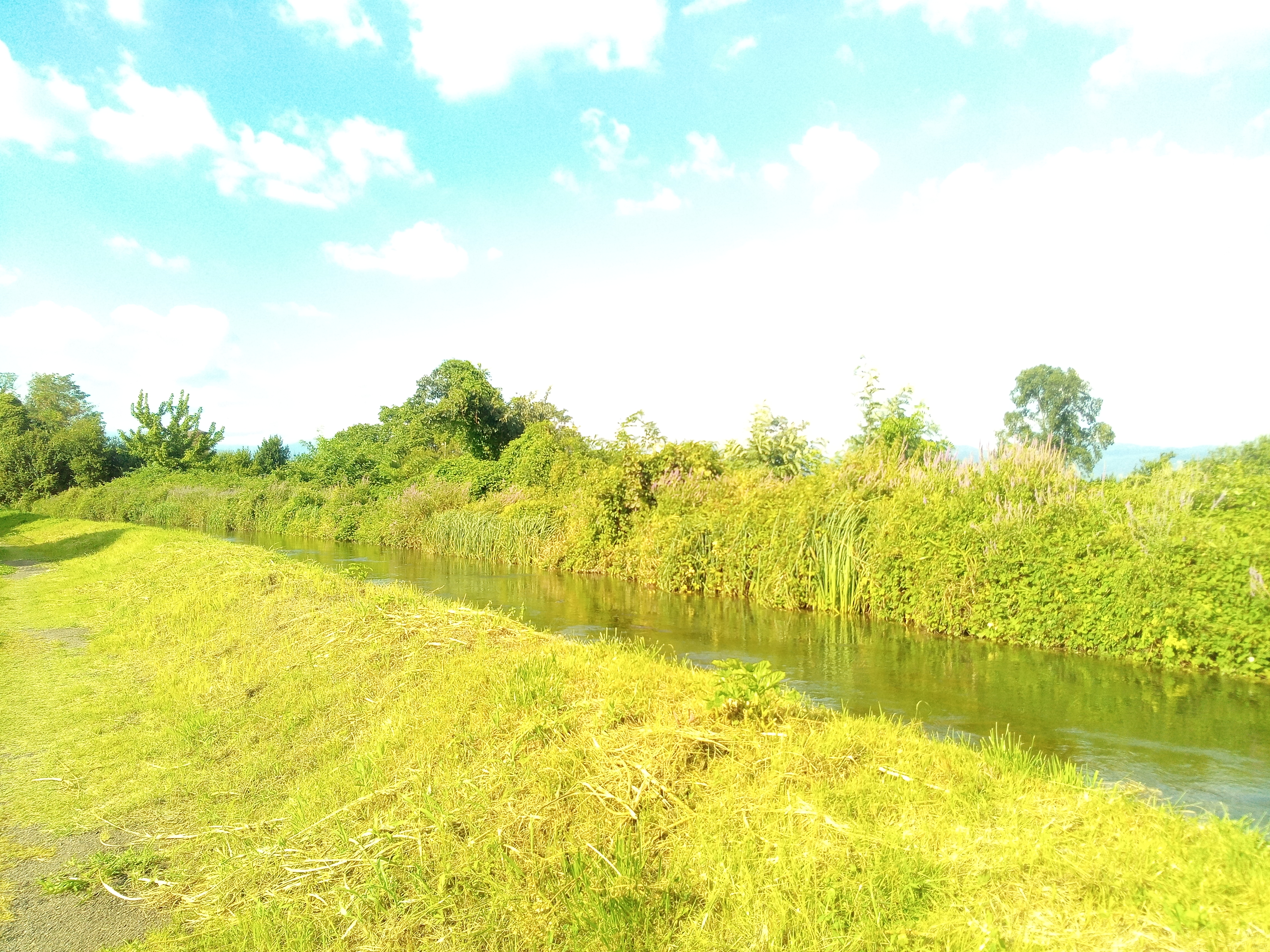
La Roggia di Udine in comune di Tavagnacco, prima di entrare in città